# Jan Fethke

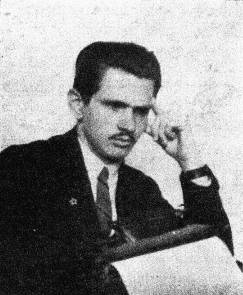
Jan Fethke alias Jean Forge (1931)

Jan Fethke, Pseudonym Jean Forge, (* 26. Februar 1903 in Oppeln; † 16. Dezember 1980 in Berlin) war ein deutsch-polnischer Filmregisseur, Drehbuchautor und Esperanto-Schriftsteller.
Fethke arbeitete an über 50 Drehbüchern für die deutsche, polnische und französische Filmindustrie und führte Regie bei 12 Filmen. Die Drehbücher der bekannten Stummfilme „Mutter Krausens Fahrt ins Glück“ und „Jenseits der Straße“ schrieb er gemeinsam mit Willi Döll.

## Leben

### Familie
Fethke war Sohn des deutschen Arztes Josef Fethke (1866–1919) und der polnischen Adligen Zofia Dorota Stumberg-Sychowska (1871–?). Er wuchs zweisprachig auf mit Polnisch und Deutsch. Fethke hatte zwei Brüder – Stefan und Edmund und eine Schwester Hedwig.
Fethke war zweimal verheiratet. Seine erste Frau, die Französin Clotilde de Petry (geb. 1918) kam in Warschau während des Krieges ums Leben. 1951 heiratete er die Juristin Wanda Jurkiewicz (1924–2018).

### Ausbildung und Studium
Jan Fethke besuchte zunächst das altsprachliche Gymnasium in Oppeln. Nach dem Tod des Vaters zog die Familie nach Bromberg. 1923 und 1924 studierte er an der Technischen Hochschule Danzig und arbeitete für die örtliche Tageszeitung Danziger Presse, um seinen Lebensunterhalt zu finanzieren.
Das „ungeliebte Ingenieurstudium“ trat mehr und mehr in den Hintergrund. Fethke las den Filmkurier und war mit Drehbuchschreiben beschäftigt. Auch schrieb er nach Veröffentlichung seines ersten Romans in Esperanto Abismoj einen zweiten Saltego trans jarmiloj. Er besuchte eine „Filmschule“ in Danzig, deren Unseriösität er aber durchschaute. Schließlich brach er das Ingenieurstudium ab, um sich seiner Filmkarriere zu widmen.

### Filmisches Schaffen

#### Berliner Jahre
1924 ging Fethke nach Berlin. Rückblickend schrieb er:

„Eines Tages packte ich meinen Koffer und kaufte eine Fahrkarte 3 Klasse nach Berlin. Adieu mein teures Danzig! Adieu meine ungeliebte Technische Hochschule. Adieu mein Redaktionsstübchen und adieu meine geliebte Filmschule …“

Dem UFA-Regisseur Karl Grune (1885–1962) zeigte er sein Drehbuch. Der verfilmte es zwar nicht, erkannte aber Fethkes Talent und stellte ihn ein.
In Berlin wurde Jan Fethke Regieassistent und Drehbuchautor bei der UFA, unter anderem unter Fritz Lang.
Großen Erfolg hatten die Stummfilme Mutter Krausens Fahrt ins Glück und Jenseits der Straße, produziert von der Prometheus-AG. Die Drehbücher schrieb Fethke gemeinsam mit Willi Döll.
Otto Nagel, Käthe Kollwitz und Hans Baluschek begleiteten die Entstehung der Mutter Krause nach Motiven von Heinrich Zille und mit der Musik von Pau Dessau.

„Zu seinen Tonfilmerfolgen erzählt Fethke in einem Interview mit Gero Gandert (1929–2019): ‚Wie der Tonfilm kam, habe ich glücklicherweise auch gute Dialoge schreiben können. Es sind viele Autoren damals auf der Strecke geblieben, weil sie einfach die Dialoge nicht schreiben konnten. Ja, und die bekanntesten Filme waren eben die Tonfilme. Die, die ich geschrieben habe – da würde ich vielleicht nur einige nennen: … Petersburger Nächte mit Paul Hörbiger, dann Die Katze im Sack mit Richard Eichberger, dem Regisseur.‘“

Fethke war gefragt, vielbeschäftigt und oft auf Reisen. Er schrieb Drehbücher, war journalistisch für Filmzeitschriften tätig und gab Esperanto-Kurse nach der Cseh-Methode.
Fethke wollte auch Filme in Esperanto machen. Er synchronisierte den Film Morgen beginnt das Leben von Werner Hochbaum auf Esperanto und zeigte ihn unter dem Titel Morgaŭ ni komencos la vivon auf dem 26. Welt-Esperanto-Kongress 1934 in Stockholm.
Zum Esperanto-Weltkongress 1959 in Warschau drehte er dann den Film Verda stelo super Varsovio (Der grüne Stern über Warschau) original in Esperanto.

#### Drehbuchautor und Regisseur in Polen
Nach 1933 erbrachte er zwar den Ariernachweis und wurde in die Reichsschrifttumskammer aufgenommen, fühlte sich aber nicht sicher und ging 1935 nach Polen. Er beantragte die polnische Staatsbürgerschaft und lebte jetzt in Warschau, wo er als Skriptbearbeiter und Buchautor für polnische Produktionsfirmen tätig war.

„Fethke sagt dazu: Wissen Sie, für einen Zweisprachler, der väterlicherseits Deutscher eigentlich ist und mütterlicherseits sogar aus polnischem Adel, dann muss man sich sehr reiflich überlegen, auf welcher Seite man steht. Ich muss sagen, dass ich immer ein Vermittler war. Ich war immer bemüht, die deutsch-polnische Frage nicht feindlich anzusehen, sondern friedlich.“

Er arbeitete für bekannte polnische Regisseure, z. B. Mieczysław Krawicz und Michał Waszyński. Es entstanden Filme verschiedener Genres. Regie führte er erstmals gemeinsam mit Konrad Tom 1938 bei der Komödie Zapomniana melodia (Die vergessene Melodie) mit dem damaligen Idol des polnischen Films, dem Schauspieler Aleksander Żabczyński.
Mit Kriegsbeginn wurde er als Deutscher in Polen im Lager Beresa Kartuska interniert. Die fünfjährige Prozedur zur Erlangung der polnischen Staatsbürgerschaft war durch den Beginn des Krieges unterbrochen worden. Nach 20 Tagen durch die sowjetische Armee befreit, musste er sich um seine von den Deutschen verhafteten Brüder kümmern. Dann konnte er in Prag für die Bavaria den Kinderfilm Bravo kleiner Thomas (1944) drehen, wurde 1944 nach einer Denunziation wegen Abhörens feindlicher Sender von der Gestapo verhaftet und zu 4 Jahren Schwerarbeit verurteilt. Er kam nach Waldheim. Nach der Befreiung wieder in Prag, wurde er von den Tschechen verhaftet, kam aber auf Initiative der Polnischen Botschaft frei. In Polen wurde er denunziert und erneut verhaftet. Es meldeten sich aber 30 Zeugen – Polen und Juden, die beim Prozess aussagen, er habe ihnen geholfen, so dass er freigelassen wurde und im Nachkriegspolen wieder Filme machen konnte.
Ab 1946 lebte er in Łódź. Er schrieb die Drehbücher für die Filme Verbotene Lieder (1946) und Grenzstraße (1948). 1949 nahm er die polnische Staatsangehörigkeit an. Als Drehbuchautor und Regisseur spielte er eine bedeutende Rolle im polnischen Filmschaffen der 1950er und 1960er Jahre.

„Zur Fethke Hommage aus Anlass seines 100. Geburtstages 2003 zeigte das Filmmuseum Łódź eine Ausstellung zu Fethkes Schaffen als Drehbuchautor und Regisseur in Polen 1935–1960 mit vielen Filmplakaten und Fotos im Polnischen Institut Berlin. Der Direktor des Filmmuseums Mieczysław Kuźmicki, sagte dazu: ‚Es hat sich ergeben, dass es in den Beständen des Filmmuseums viel mehr über Jan Fethke gab, als ich erwartete und dass der Name Jan Fethke eine viel größere Bedeutung in der polnischen Kinematografie hat, als man vorher dachte… Sogar Filme, an denen er viel mitgearbeitet hat und die oft in Polen im Fernsehen oder auch manchmal in der Retrospektive in Kinos laufen, werden selten mit seinem Namen in Verbindung gebracht. Deswegen ist das Zusammentreffen in dieser Ausstellung auch sehr wichtig, um den Polen Jan Fethke in Erinnerung zu rufen, und ich bin den Esperantisten in Berlin sehr dankbar, dass sie mir geholfen haben, wieder auf den Namen und auf den Geschmack von Jan Fethke zu kommen.‘“

Unter Fethkes Regie entstanden zum Beispiel der Marinefilm Junge Matrosen (Polen 1952) und die humorvolle Ehekomödie Irene, bleib zu Hause (Polen 1955). Gemeinsam mit Jan Rybkowski führte er Regie bei dem Film Das sollte man regeln (Polen 1953) über den Umgang mit einem Bürokraten.
Nach Fethkes Drehbuch wurde unter der Regie von Jerzy Passendorfer der Abenteuerfilm Der Schatz des Kapitäns Martens (Polen 1957) gedreht und nach einem gemeinsamen Drehbuch von Jan Fethke, Václav Jelinek und Jaroslav Mach unter der Regie von Jaroslav Mach der Unterhaltungsfilm Was sagt meine Frau dazu? (CSR, Polen 1958).
Ein internationaler Erfolg wurde Der schweigende Stern (DDR, Polen 1960) nach dem Roman Die Astronauten/Planet des Todes von Stanisław Lem. Regie führte Kurt Maetzig. Das Drehbuch schrieben Jan Fethke, Wolfgang Kohlhaase, Günter Reisch, Günther Rücker und Alexander Graf Stenbock-Fermor.

#### Wieder in Berlin
Jetzt ist Fethke öfter in Berlin. Er nimmt Kontakt auf zu dem Filmproduzenten Artur Brauner und trifft auch Fritz Lang wieder, der seinen Film Die 1000 Augen des Dr Mabuse (BR Deutschland Italien Frankreich 1960) nach einer Idee aus Fethkes Esperanto-Roman Mr. Tot kauft 1000 Augen von 1931 dreht. Fethke besucht die Premiere 1961 in Westberlin und bleibt dort, um fortan freiberuflich für Film und Fernsehen zu arbeiten. In dem Interview mit Gero Gandert erklärte er in den 1970er Jahren:

„Berlin ist ja sozusagen von Anfang an meine Heimat gewesen, weil ich die schönste Zeit meiner Jugend in Berlin verbracht habe. Und ich fühle mich eigentlich auch als Berliner. Ich würde gar nicht von Berlin weggehen wollen.“

Seine Frau Wanda, die nach Studienabschluss in ihrem Beruf als Juristin nicht tätig war, weil sie die Karriere ihres Mannes unterstützte, blieb vorerst in Polen bei ihrem Vater und betrieb einen Kosmetiksalon. Nach drei Jahren wurde ihre Übersiedlung nach Westberlin genehmigt.

### Journalistische Tätigkeit
Neben seinem filmischen Schaffen schrieb Fethke Beiträge für Fachzeitschriften in Berlin, Warschau und Paris, beispielsweise für die französischen Filmzeitschriften Mon Ciné und Film complet, einer Sammlung von Filmfotos, herausgegeben von den Brüdern Offenstadt. Beide Zeitschriften belieferte er mit Bildmaterial aus deutschen Studios.
Auch in der Esperanto-Zeitschrift Literatura Mondo (Literarische Welt) finden sich neben Beiträgen Fethkes zur Esperanto-Kultur originelle Artikel aus der Welt des Films, z. B. ein nächtliches Interview neben dem Zirkus Busch mit Betty Amann vor dem Dreh einer Szene mit Heinrich George, ein Bericht über Dreharbeiten zum Film FP 1 antwortet nicht auf der Insel Oie bei Rügen u. a. mit Hans Albers und Sybille Schmitz und ein Gespräch mit Conrad Veith und Charles Boyer in Neubabelsberg.

### Esperanto-Schriftsteller, -Lehrer und -Journalist
Neben dem Film war die internationale Sprache Esperanto die zweite Leidenschaft Jan Fethkes.
1919 lernte Jan Fethke, wie seine Brüder Stefan und Edmund, die internationale Sprache Esperanto. Gemeinsam mit seinen Brüdern gab er zwei Nummern der 8-seitigen Esperanto-Zeitschrift Juneco (Jugend) heraus und leitete in seinem Gymnasium seinen ersten Esperanto-Kurs, an dem auch der Rektor und einige Lehrer teilnahmen. Später unterrichtete er als Esperanto-Lehrer nach der Cseh-Methode, beispielsweise sehr erfolgreich 1932 in Schweden und auch noch in den 1960er und 1970er Jahren in Westberlin.
1922 wurde er Redakteur der Zeitschrift Esperanto Triumfonta (etwa: Esperanto auf dem Weg zum Triumph). Er synchronisiert den Film Morgen beginnt das Leben von Werner Hochbaum auf Esperanto und zeigt ihn unter dem Titel Morgaŭ ni komencos la vivon auf dem 26. Welt-Esperanto-Kongress 1934 in Stockholm.
Schon im Alter von 18 Jahren schrieb Jan Fethke seinen ersten deutschsprachigen Kriminalroman Der ausgestopfte Papagei.
Ab 1923 erscheinen seine auf Esperanto verfassten Romane, die er unter dem Pseudonym Jean Forge veröffentlichte: Abismoj (Abgründe) erscheint 1923,

„Ich möchte mit diesem Werk, den Geschmack des modernen Lesers zufriedenstellen: indem ich etwas schaffe, das dem heutigen nationalsprachigen Roman in Stil und Inhalt ähnelt und von gleichem Wert ist, indem ich etwas Modernes im Esperanto des Jahres 1887 schaffe …“

„In diesem Werk verflechten sich die menschliche Psyche und die äußere Realität und werden auf expressionistische Weise präsentiert“, erläutert der schwedische Esperanto-Schriftsteller Sten Johansson und urteilt: „Abismoj ist definitiv auch noch heute lesenswert, nicht nur aus historischem Interesse, sondern auch um die lebhafte, natürlich beeindruckende Sprache und den erfolgreichen, die Aufmerksamkeit fesselnden Aufbau des Romans zu erleben.“
Saltego trans jarmiloj (Sprung über Jahrtausende) erschien 1924. Dieser zweite Roman, den Fethke original in Esperanto schrieb, erzählt eine Zeitreise in das Rom des Kaisers Nero. In der Rahmenhandlung verunglückt der die Geschichte erzählende autobegeisterte Schriftsteller und wird im Haus des Erfinders Fromaĝi gesund gepflegt. An der Zeitreise beteiligt sich neben den beiden der klassische Philologe Sovaĝi.
Sten Johansson hält in seiner Rezension fest, dass es „sehr wenige kulturhistorische Informationen gibt, aber um so mehr amüsante Ereignisse, turbulente Zwischenfälle, komische Situationen und ironische Überraschungen.“ Er meint: „Wenn man ein seriöses Thema in dieser Kette possenhafter Geschehnisse sucht, könnte das die Art und Weise sein, wie unterschiedlich Menschen auf kulturelle Wandlungen und kulturelle Unterschiede reagieren – mit Unverständnis, Entrüstung, Toleranz und letztlich mit Anpassung. Das wäre ein heute sehr aktuelles Thema.“
Johansson zeigt sich nicht nur angetan vom Unterhaltungswert und der Sprache des Romans. Er schwärmt: „Ich schätze den Stil und die Erzählweise von Forge in diesem Werk. Sie ist leger, fließend, humorvoll. Man kann sich leicht vorstellen, dass er es lachend verfasst hat. Obwohl das Genre und die Hauptintrige schon viele Male benutzt wurden, fand er eigene originelle Ideen und Details. Die Personen sind verständlicherweise nur eine Galerie von Typen, dennoch scheinen sie relativ erfolgreich zu sein in ihrer Art.“
Mr. Tot aĉetas mil okulojn (Mr. Tott kauft 1000 Augen) erscheint 1931. Dies ist sein größter Erfolg. Das Buch wurde in acht Sprachen übersetzt, unter anderem ins Polnische, Finnische, Schwedische. Japanische und ins Deutsche. Die deutsche Übersetzung erschien 1932 bei Goldberg. 1960 dreht Fritz Lang den Film Die 1000 Augen des Dr. Mabuse nach der Idee des Fethke-Romans, in dem es unter anderem bereits um die Überwachung von Hotelgästen mit Kameras geht.
Der Esperanto-Schriftsteller Julio Baghy schrieb 1931 über den Roman: „… Ein etwas bizarrer Titel, der aber mit dem Inhalt in Einklang steht. Ein Kriminalroman, jedoch keine platte, haarsträubend-blutige Fantasie. Er ist so modern, so reich ausgestattet mit psychischen Feinheiten pulsierenden Lebens, dass sein Wert alle Ansprüche übertrifft, die man gemeinhin an solche Romane stellt. Dieses Werk bietet Literatur. Nur ein wirkliches Talent vermag in so gekonnter Weise den Geschmack sowohl des Literaturliebhabers als auch des nur Zerstreuung Suchenden zu befriedigen.“
Fethke veröffentlicht auch zwei Novellensammlungen, die erste 1961 und die zweite 1974. Neben satirischen Erzählungen aus dem Esperanto-Leben enthält die Novellensammlung von 1974 die autobiografischen Texte Erste Schritte in die Esperanto-Welt und Erste Schritte in die Welt des Films und außerdem das Drehbuch zu dem Film Jenseits der Straße von 1928 in Esperanto. Alle Texte, außer dem Drehbuch sind original in Esperanto verfasst.
In der Revue Literatura Mondo finden sich journalistische Arbeiten Fethkes in Esperanto, die zum Teil die Esperanto-Kultur, zum Teil die Welt des Films betreffen (siehe Schriften).
Fethke nimmt aktiv teil am Westberliner Esperanto-Leben der 1960er und 1970er Jahre. Er bereichert hier das kulturelle Klima in der Esperanto-Liga Berlin, wo auch freundschaftlich mit ihm verbunden der Esperanto-Poet Karl-Vanselow und der Esperanto-Schriftsteller Louis Beaucaire wirken. Er engagiert sich vor allem in der Charlottenburger Esperanto-Gruppe Kompreno. Louis Beaucaire schrieb im Nachruf über Jan Fethke:

„Wir kannten wirklich nicht nur den Schriftsteller, sondern vor allem den Menschen mit all seinen Qualitäten: Menschlichkeit, Humor, hoher Kultur, Einfachheit und Hilfsbereitschaft.“

## Schriften

### Romane
- Jean Forge: Abismoj. Hirt, Leipzig 1923, 149 Seiten.
- Jean Forge: Saltego trans jarmiloj. Hirt, Leipzig / Den Haag: Internacia Cseh-Instituto de Esperanto, 1924, 192 Seiten.
- Jean Forge: Mr. Tot aĉetas mil okulojn. Literatura Mondo, Budapest 1931 (1. Aufl.)/1934 (2. Aufl.), 242 Seiten. Deutsche Übersetzung: Mr. Tott kauft 1000 Augen, Leipzig: Goldmann, 1932, 249 Seiten.

### Novellensammlungen und Autobiografisches
- Jean Forge: La verda raketo, Kopenhagen: Koko, 1961, 149 Seiten.
- Jean Forge: Mia verda breviero, Helsinki: Fondumo Esperanto, 1974 (= Serio Forge 5), 265 Seiten.

### Beiträge in der Zeitschrift Literatura Mondo (Literarische Welt)
- Filmo kaj literaturo. Observo 1931/124.
- En okcidento nenio nova, de E.M. Remarque. observo 1931/124–125.
- Esperanto peras inter filmo kaj literaturo. Observo 1931/125.
- Ĉu vi jam aŭdis? Observo 1931/125.
- En verda tumulto. Raporto 1931/164–169.
- El "Mr. Tot aĉetas mil okulojn". Roman-fragmento 1931/172–173.
- Kiam ni havos nian esperantan filmon? Eseo 1931/194–195.
- Ĉu la tekniko venkos Esperanton? studo1931/214–215.
- La filmmanuskripto. Studo 1932/013 (Willy Fritsch, Foto).
- La filmmanuskripto. studo 1932/054.
- Filmmanuskripto "Mr. Tot aĉetas mil okulojn". scenario-fragmento
- Antaŭ la XXIV-aeseo. 1932/107.
- Vizito al Stelan Engholm. Intervjuo 1932/117–118.
- Intervjuo pri AELA. 1932/135–136.
- Esperanto, lingvo, literaturo. Studo 1932/161–162.(Jean Forge, Foto).
- Filmsteloj kaj esperanto. Eseo 1932/186 (Foto: Betty Amann mit Literatura Mondo)
- Filmsteloj kaj esperanto studo1933/008 (Foto: Conrad Veidt).
- F.P.1 ne respondas. novelo1933/009–11 (Zeichnungen: La lasta flugplatformo „F.P.1 ne respondas“ / Sur la vaporŝio / Sur la ferdeko / Vespere oni ludas).
- Kun Raymond Schwartz mi trinkis aperitivon. Novelo 1933/065–66.

### Weitere Veröffentlichungen
- Der ausgestopfte Papagei. Breslau 1921.
- Mit Edmund Fethke: 1000 słow języka Esperanto: Kurs międzynarodowego języka Esperanto. Polonia, Warschau 1957 (Esperanto-Lehrbuch für Polen).

## Filme
- Mutter Krausens Fahrt ins Glück mit Alexandra Schmitt, Holmes Zimmermann, Ilse Trautschold u. a., Regie: Phil Jutzi, Drehbuch: Jan Fethke, 1929.
- Jenseits der Straße mit Lissy Arna, Friedrich Gnaß, Paul Rehkopf, Fritz Genschow, Siegfried Arno und Margarete Kupfer, Regie: Leo Mittler, Drehbuch: Jan Fethke und Willy Döll, 1929.
- Schön ist es, verliebt zu sein mit Herbert Ernst Groh, Erich Kestin, Theo Lingen u. a., Regie: Walter Janssen, Drehbuch: Jan Fethke, 1933/34.
- Quadrille d'amour, Regie: Richard Eichberg und Germain Fried, Drehbuch: Jan Fethke, 1933/34.
- Petersburger Nächte. Walzer an der Newa mit Paul Hörbiger, Theo Lingen u. a., Regie: E. W. Emo, Drehbuch: Jan Fethke, 1934.
- Carlos schönstes Abenteuer mit Carlo Aldini, Paul Ceblin u. a., Regie: Phil Jutzi, Drehbuch: Jan Fethke, 1934.
- Zapomniana melodia (Die vergessene Melodie), Regie: Jan Fethke und Konrad Tom, 1938.
- Złota Maska mit Lidia Wysocka, Aleksander Żabczyński, Władysław Walter, Mieczysława Ćwiklińska, Drehbuch und Regie: Jan Fethke, 1939/1940
- Bravo, kleiner Thomas, Regie: Jan Fethke, 1943/44.
- Ulica Graniczna (Die Grenzstraße), Regie: Aleksander Ford, 1948.
- Załoga (Junge Matrosen) mit Ryszard Piekarski, Zdzisław Skowroński, Bohdan Ejmont, Tadeusz Łomnicki, Władysław Walter u. a., Regie: Jan Fethke, Drehbuch: Jan Rojewski, 1951.
- Sprawa do załatwienia (Das sollte man regeln), Regie: Jan Rybkowski, 1953.
- Irena do domu! (Irene, bleib zu Hause) mit Lidia Wysocka, Adolf Dymsza u. a., Regie: Jan Fethke, 1955.
- Milcząca gwiazda (Der schweigende Stern) mit Yoko Tani, Oldřich Lukeš, Ignacy Machowski, Juliusz Ongewe, Michail Postnikow, Kurt Rackelmann, Günther Simon, Tang-Hua-ta, Lucyna Winnicka und Ruth Maria Kubitschek, nach dem Buch Planet des Todes von Stanisław Lem, Regie: Kurt Maetzig, Drehbuch: Jan Fethke u. a., 1960.

## Die Fethke-Hommage zum 100. Geburtstag in Berlin 2003
Auf Initiative der Jubiläumskommission der Esperanto-Liga Berlin „100 Jahre Esperanto in Berlin“ (Vorsitzender: Fritz Woillenberg) veranstalteten die Esperanto-Liga Berlin und das Polnische Institut Berlin vom 7. bis 9. März 2003 im Polnischen Institut Berlin eine Fethke-Hommage mit Ausstellung, Symposium und einer Retrospektive seiner Filme.
Zur Eröffnung der Ausstellung Das Leben und das Werk von Jan Fethke (Autoren: Gerd Bussing und Fritz Wollenberg) und einer Ausstellung des Filmmuseums Łódź über das Wirken Fethkes als Drehbuchautor und Regisseur in Polen zwischen 1935 und 1960 mit vielen Filmplakaten und Fotos am 7. März begrüßte die Direktorin des Polnischen Instituts Joanna Kiliszek das Publikum. Es sprachen zur Eröffnung die Witwe Jan Fethkes Wanda Fethke-Großmann und der Vorsitzende der Esperanto-Liga Berlin Peter Bäß.
Beim Symposium zum Thema „Der Mann mit vielen Gesichtern: Jan Fethke – Filmemacher, Esperantoschriftsteller, Grenzgänger“ am 8. März diskutierten auf dem Podium Wanda Fethke-Großmann, der Filmhistoriker Jan Lewandowski, der Direktor des Filmmuseums Łódź Mieczysław Kuźmicki, der Vizepräsident des Verbands deutscher Drehbuchautoren Jürgen Kasten und der Kenner der Esperanto-Literatur Gerd Bussing. Die Veranstaltung moderierte der Journalist Fritz Schütte.
In einer Retrospektive wurden am 7. und 8. März die Filme „Mutter Krausens Fahrt ins Glück“ mit Klavierbegleitung und „Zapomniana melodia“ (Die verlorene Melodie) in der Originalfassung (Die deutsche Übersetzung konnte über Kopfhörer mitgehört werden.) im Kinosaal des Polnischen Instituts gezeigt und die Filme „Der schweigende Stern“ und „Die 1000 Augen des Dr. Mabuse“ am 8., 9., 10. Und 11. März im Filmkunsttheater Babylon vorgeführt. Einführungen gab jeweils Wanda Fethke Großmann.
Das Symposium führte Freunde des Films und Experten des Films und des Esperanto zusammen.
Der Filmhistoriker Jan Lewandowski hatte in Katowice in den 1980er Jahren eine Session zum Leben Fethkes veranstaltet bei der auch Wanda Fethke-Großmann einen Vortrag gehalten hat. Er machte das Polnische Institut Berlin darauf aufmerksam, dass Fethkes Witwe in Berlin wohnt.

### Stimmen zum Symposium
Jan Lewandowski: „Auf dieser Konferenz wurden vielseitige Kontakte geknüft, die zu weiteren Entdeckungen zu Jan Fethke und seiner Filmografie führen werden. Das ist bestimmt das Wichtigste, ...“
Jürgen Kasten: „Es war eine sehr entspannte Atmosphäre. Es ist ja nicht leicht, bei einem solchen Symposium, drei relativ abgegrenzte Kulturbereiche erkenntnismäßig auf einander zu zu führen. Ich weiß nichts über Esperanto. Sie wissen eventuell relativ wenig über Filmgeschichte. Und obwohl Polen nicht weit ist, haben wir die polnische Kultur – also ich spreche jetzt für Theater und Film – nicht sonderlich im Blick. Wir sind mehr westlich auf Frankreich und die USA ... zentriert. Deshalb fand ich es schon erstaunlich gut, wie das funktionierte, so unterschiedliche Bezugskreise in einer entspannten Atmosphäre zusammenzuführen, und ich glaube, uns allen hat es das Bild erweitert und natürlich auch erheblich mehr Informationen zu Leben und Werk von Jan Fethke gegeben.“
Gero Gandert: „Fethke … war sehr sehr zurückgenommen, sehr bescheiden… und ich war überrascht bei dieser Tagung… Ich war etwas überrascht, dass ich konfrontiert wurde mit dieser riesigen polnischen Filmografie, von der wir eigentlich alle in dieser Ausführlichkeit nichts wussten. Da wurde eine vergessene Figur wieder ins Licht geholt. Das ist sehr verdienstvoll.“
Mieczysław Kuźmicki: Siehe Zitat im Abschnitt Drehbuchautor und Regisseur in Polen!

## Tonbandinterviews
Interview von Gero Gandert im Film-Museum Berlin, Sammlungen Schallarchiv ca. 1974–1976, Kassetten Nr. 12 a (45 min), 12 b (45 min), 44 a, 44 b.
Die Kassette 13a (30 min) aus den späten 1970er Jahren und eine Aufnahme von 1978 (10 min) im Schallarchiv des Filmmuseums Berlin betreffen ebenfalls Jan Fethke.